# Vòng loại Giải vô địch bóng đá thế giới 2010 – Khu vực châu Âu (Bảng 1)
Bài viết sau đây là tóm tắt của các trận đấu trong khuôn khổ bảng 1, vòng loại giải vô địch bóng đá thế giới 2010 khu vực châu Âu. Bảng đấu gồm sự góp mặt của đội hạng tư World Cup 2006 là Bồ Đào Nha, cùng các đội Thụy Điển, Hungary, Đan Mạch, Albania và Malta.
Kết thúc vòng đấu, đội đầu bảng Đan Mạch giành vé trực tiếp tới Nam Phi. Đội nhì bảng Bồ Đào Nha đi đấu vòng play-off.
| VT | Đội        | ST | T | H | B | BT | BB | HS  | Đ  | Giành quyền tham dự                     |     | Đan Mạch | Bồ Đào Nha | Thụy Điển | Hungary | Albania | Malta |
| -- | ---------- | -- | - | - | - | -- | -- | --- | -- | --------------------------------------- | --- | -------- | ---------- | --------- | ------- | ------- | ----- |
| 1  | Đan Mạch   | 10 | 6 | 3 | 1 | 16 | 5  | +11 | 21 | Giành quyền tham dự FIFA World Cup 2010 |     | —        | 1–1        | 1–0       | 0–1     | 3–0     | 3–0   |
| 2  | Bồ Đào Nha | 10 | 5 | 4 | 1 | 17 | 5  | +12 | 19 | Tiến vào vòng 2                         |     | 2–3      | —          | 0–0       | 3–0     | 0–0     | 4–0   |
| 3  | Thụy Điển  | 10 | 5 | 3 | 2 | 13 | 5  | +8  | 18 |                                         |     | 0–1      | 0–0        | —         | 2–1     | 4–1     | 4–0   |
| 4  | Hungary    | 10 | 5 | 1 | 4 | 10 | 8  | +2  | 16 |                                         | 0–0 | 0–1      | 1–2        | —         | 2–0     | 3–0     |       |
| 5  | Albania    | 10 | 1 | 4 | 5 | 6  | 13 | −7  | 7  |                                         | 1–1 | 1–2      | 0–0        | 0–1       | —       | 3–0     |       |
| 6  | Malta      | 10 | 0 | 1 | 9 | 0  | 26 | −26 | 1  |                                         | 0–3 | 0–4      | 0–1        | 0–1       | 0–0     | —       |       |

## Kết quả
Lịch thi đấu được quyết định tại buổi họp giữa các đội được tổ chức tại Copenhagen, Đan Mạch vào ngày mùng 6 tháng 1 năm 2008.
| Albania | 0–0      | Thụy Điển |
| ------- | -------- | --------- |
|         | Chi tiết |           |

| Hungary | 0–0      | Đan Mạch |
| ------- | -------- | -------- |
|         | Chi tiết |          |

| Malta | 0–4      | Bồ Đào Nha                                           |
| ----- | -------- | ---------------------------------------------------- |
|       | Chi tiết | Said 26' (l.n.) · Almeida 61' · Simão 72' · Nani 78' |

| Thụy Điển                  | 2–1      | Hungary      |
| -------------------------- | -------- | ------------ |
| Källström 55' · Holmén 64' | Chi tiết | Rudolf 90+3' |

| Albania                               | 3–0      | Malta |
| ------------------------------------- | -------- | ----- |
| Bogdani 45+1' · Duro 84' · Dallku 90' | Chi tiết |       |

| Bồ Đào Nha                  | 2–3      | Đan Mạch                                  |
| --------------------------- | -------- | ----------------------------------------- |
| Nani 42' · Deco 86' (ph.đ.) | Chi tiết | Bendtner 84' · Poulsen 90' · Jensen 90+2' |

| Hungary                    | 2–0      | Albania |
| -------------------------- | -------- | ------- |
| Torghelle 48' · Juhász 82' | Chi tiết |         |

| Đan Mạch                            | 3–0      | Malta |
| ----------------------------------- | -------- | ----- |
| Larsen 10', 47' · Agger 29' (ph.đ.) | Chi tiết |       |

| Thụy Điển | 0–0      | Bồ Đào Nha |
| --------- | -------- | ---------- |
|           | Chi tiết |            |

| Malta | 0–1      | Hungary       |
| ----- | -------- | ------------- |
|       | Chi tiết | Torghelle 23' |

| Bồ Đào Nha | 0–0      | Albania |
| ---------- | -------- | ------- |
|            | Chi tiết |         |

| Malta | 0–0      | Albania |
| ----- | -------- | ------- |
|       | Chi tiết |         |

| Malta | 0–3      | Đan Mạch                         |
| ----- | -------- | -------------------------------- |
|       | Chi tiết | Larsen 12', 23' · Nordstrand 89' |

| Albania | 0–1      | Hungary       |
| ------- | -------- | ------------- |
|         | Chi tiết | Torghelle 38' |

| Bồ Đào Nha | 0–0      | Thụy Điển |
| ---------- | -------- | --------- |
|            | Chi tiết |           |

| Hungary                             | 3–0      | Malta |
| ----------------------------------- | -------- | ----- |
| Hajnal 7' · Gera 81' · Juhász 90+3' | Chi tiết |       |

| Đan Mạch                                 | 3–0      | Albania |
| ---------------------------------------- | -------- | ------- |
| Andreasen 31' · Larsen 37' · Poulsen 80' | Chi tiết |         |

| Thụy Điển | 0–1      | Đan Mạch       |
| --------- | -------- | -------------- |
|           | Chi tiết | Kahlenberg 22' |

| Albania     | 1–2      | Bồ Đào Nha                      |
| ----------- | -------- | ------------------------------- |
| Bogdani 29' | Chi tiết | Almeida 27' · Bruno Alves 90+2' |

| Thụy Điển                                                    | 4–0      | Malta |
| ------------------------------------------------------------ | -------- | ----- |
| Källström 22' · Majstorović 52' · Ibrahimović 56' · Berg 58' | Chi tiết |       |

| Đan Mạch     | 1–1      | Bồ Đào Nha  |
| ------------ | -------- | ----------- |
| Bendtner 43' | Chi tiết | Liédson 86' |

| Hungary            | 1–2      | Thụy Điển                       |
| ------------------ | -------- | ------------------------------- |
| Huszti 79' (ph.đ.) | Chi tiết | Mellberg 9' · Ibrahimović 90+3' |

| Malta | 0–1      | Thụy Điển                |
| ----- | -------- | ------------------------ |
|       | Chi tiết | Azzopardi 82' (lưới nhà) |

| Albania     | 1–1      | Đan Mạch     |
| ----------- | -------- | ------------ |
| Bogdani 51' | Chi tiết | Bendtner 40' |

| Hungary | 0–1      | Bồ Đào Nha |
| ------- | -------- | ---------- |
|         | Chi tiết | Pepe 10'   |

| Đan Mạch       | 1–0      | Thụy Điển |
| -------------- | -------- | --------- |
| J. Poulsen 78' | Chi tiết |           |

| Bồ Đào Nha                   | 3–0      | Hungary |
| ---------------------------- | -------- | ------- |
| Simão 18', 79' · Liédson 74' | Chi tiết |         |

| Đan Mạch | 0–1      | Hungary     |
| -------- | -------- | ----------- |
|          | Chi tiết | Buzsáky 35' |

| Bồ Đào Nha                                     | 4–0      | Malta |
| ---------------------------------------------- | -------- | ----- |
| Nani 14' · Simão 45' · Veloso 52' · Edinho 90' | Chi tiết |       |

| Thụy Điển                                  | 4–1      | Albania    |
| ------------------------------------------ | -------- | ---------- |
| Mellberg 6', 42' · Berg 40' · Svensson 86' | Chi tiết | Salihi 56' |

## Cầu thủ ghi bàn
| Vị trí | Cầu thủ            | Đội tuyển  | Số bàn |
| ------ | ------------------ | ---------- | ------ |
| 1      | Søren Larsen       | Đan Mạch   | 5      |
| 2      | Simão              | Bồ Đào Nha | 4      |
| 3      | Erjon Bogdani      | Albania    | 3      |
| 3      | Nicklas Bendtner   | Đan Mạch   | 3      |
| 3      | Sándor Torghelle   | Hungary    | 3      |
| 3      | Nani               | Bồ Đào Nha | 3      |
| 3      | Olof Mellberg      | Thụy Điển  | 3      |
| 4      | Christian Poulsen  | Đan Mạch   | 2      |
| 4      | Roland Juhász      | Hungary    | 2      |
| 4      | Hugo Almeida       | Bồ Đào Nha | 2      |
| 4      | Liédson            | Bồ Đào Nha | 2      |
| 4      | Marcus Berg        | Thụy Điển  | 2      |
| 4      | Zlatan Ibrahimović | Thụy Điển  | 2      |
| 4      | Kim Källström      | Thụy Điển  | 2      |

1 bàn
| Albania - Armend Dallku - Klodian Duro - Hamdi Salihi Đan Mạch - Daniel Agger - Leon Andreasen - Daniel Jensen - Thomas Kahlenberg - Morten Nordstrand - Jakob Poulsen | Hungary - Ákos Buzsáky - Zoltán Gera - Tamás Hajnal - Szabolcs Huszti - Gergely Rudolf Bồ Đào Nha - Bruno Alves - Deco - Edinho - Miguel Veloso - Pepe | Thụy Điển - Anders Svensson - Samuel Holmén - Daniel Majstorović Phản lưới nhà - Ian Azzopardi (trong trận gặp Thụy Điển) - Brian Said (trong trận gặp Bồ Đào Nha) |

## Lượng khán giả
| Đội tuyển  | Cao nhất | Thấp nhất | Trung bình |
| ---------- | -------- | --------- | ---------- |
| Albania    | 13.522   | 7.400     | 10.848     |
| Đan Mạch   | 37.998   | 24.320    | 34.042     |
| Hungary    | 42.000   | 18.000    | 30.711     |
| Malta      | 11.000   | 2.041     | 5.756      |
| Bồ Đào Nha | 50.115   | 29.350    | 36.433     |
| Thụy Điển  | 33.619   | 25.271    | 29.130     |